# Samantha Stewart
Samantha Leigh Stewart (12 de octubre de 1989) es una deportista canadiense que compite en lucha libre. Ganó una medalla de bronce en el Campeonato Mundial de Lucha de 2021 y una medalla de oro en el Campeonato Panamericano de Lucha de 2016.

## Palmarés internacional
| Campeonato Mundial      | Campeonato Mundial      | Campeonato Mundial | Campeonato Mundial |
| Año                     | Lugar                   | Medalla            | Categoría          |
| ----------------------- | ----------------------- | ------------------ | ------------------ |
| 2021                    | Oslo (Noruega)          | Medalla de bronce  | 53 kg              |
| Campeonato Panamericano |                         |                    |                    |
| Año                     | Lugar                   | Medalla            | Categoría          |
| 2016                    | Frisco (Estados Unidos) | Medalla de oro     | 55 kg              |